# Крок уперед 3D
«Крок вперед 3D» (англ. «Step Up 3D») — молодіжна музична мелодрама 2010 року.
Третій фільм популярної франшизи «Крок вперед», зроблений в технології 3D. Реліз на DVD 20 жовтня 2010 року.

## Зміст
Найкращі друзі Лось і Камілла поступають у Нью-Йоркський університет. Лось обіцяє матері старанно вчитися електротехніці і кинути танці, і тут же, слідуючи за хлопцем у класних кросівках, випадково бере участь у танцювальному баттлі і перемагає хлопця з команди «Самураїв». Рятуючись від поліції, новий знайомий в красивих кросах, Люк, приводить Лося в свій притулок, старий склад, який залишили йому батьки, і який він перетворив на клуб. У Люка є своя команда, «Пірати», і він збирається брати участь у фіналі світового чемпіонату і перемогти «самураїв». А ще у Люка проблема — у нього немає грошей, його склад виставлений на аукціон і він ось-ось його позбудеться, і разом з ним члени його команди втратять житло. Люк запрошує Лося в свою команду, також там виявляється і Наталі, танцівниця, яка нещодавно повернулася з Лондона. За постійних тренувань у Лося псуються стосунки з Каміллою.
У Люка і Наталі розвиваються відносини, вона розповідає, що у неї є брат, який її виростив, а Люк показує їй свій фільм про танцюристів і розповідає, через що посварився зі своїм найкращим другом Джуліаном і вигнав його з команди. Наталі йде з клубу, але Джуліан, капітан «Самураїв» з її мобільного запрошує Люка до неї на день народження і там розповідає, що вона його сестра. Люк більше не вірить Наталі. Тим часом, Лось визнається Каміллі, що він весь час займався танцями і приховував це від Камілли. Їх відносини остаточно розвалюються. Люк, повернувшись з балу, виявляє, що його команду виселили з бункера. Команда «Піратів» розпадається.
Лось, тим часом помирившись з Каміллою, розуміє, що танці — його засіб життя. Він переконує Люка не кидати танці і збирає тих, які залишилися «Піратів». Також Лось звертається до своєї подруги по Мерілендський школі мистецтв Дженні Кідо за допомогою, і наводить «Піратів» в їх новий тренувальний зал і там знайомить з новими членами їх команди — випускниками МШІ. Пірати і МШІ починають разом тренуватися і готуватися до фіналу. Але тут приходить Карлос, колишній «Пірат» і вірний друг Люка, і повідомляє, що він тепер «Самурай» і що Джуліан запропонував угоду: бункер в обмін на програний фінал. Але Люк не погоджується.
Настає фінал. «Пірати» успішно виконали свій номер, але Самураї виконали свою програму набагато краще за «Піратів». Здається, ніби все втрачено. Але тут на сцену вибігає Наталі і переконує Люка повірити їй. Вони вдвох виконують задумане, а потім інші «Пірати» виконують інші трюки і впевнено перемагають «самураїв». Люк виявляє записку, залишену Наталі, де вона пише, що завтра їде до Каліфорнії і що Люка взяли в Каліфорнійську Кіноакадемію. Джейкоб каже Люку, що той може зробити вибір, тому що допоміг «Піратам» здійснити їх мрію. На вокзалі Лось розуміє, що Камілла значить для нього щось більше, ніж просто друг. Тепер їх пов'язують відносини двох закоханих людей. Люк їде разом з Наталі, залишивши Лося в подарунок кросівки Nike, за яких і почалася вся ця історія.

## У ролях
| Актор                    | Роль                        |  |
| ------------------------ | --------------------------- |  |
| Адам Дж. Севані          | Роберт Олександр III «Лось» |  |
| Елісон Стоунер           | Камілла                     |  |
| Рік Маламбрі             | Люк                         |  |
| Шарні Вінсон             | Наталі                      |  |
| Кіт «Remedy» Сталлворт   | Джейкоб                     |  |
| Кендра Ендрюс            | Анала                       |  |
| Стівен «tWitch» Стеннерт | Джейсон                     |  |
| Деніель «Cloud» Кампос   | «Дитя темряви»              |  |
| Чедд «Madd Chadd» Сміт   | Владд                       |  |
| Орен Міхаелі             | Карлос                      |  |
| Джо Слотер               | Джуліан                     |  |
| Джонатан Перес           | Лекс                        |  |
| Ешлі Ніно                | Стікс                       |  |
| Гаррі Шум мол.           | «Кейбл»                     |  |
| Мартін Ломбард           | близнюк Сантьяго            |  |
| Факундо Ломбард          | близнюк Сантьяго            |  |
| Крістофер Скотт          | «Хаєр»(Камео)               |  |
| Луїс Росадо              | «Монстр»(Камео)             |  |
| Ладжон Дантцлер          | «Смайлз»(Камео)             |  |
| Джанелл Кембрідж         | «Флай»(Камео)               |  |
| Мері Кода                | Дженні Кідо(Камео)          |  |

## Слогани
- «Take the biggest step of all in 3D» (переклад: «Зроби крок назустріч 3D»)
- «Make your move» (переклад: «Двигайся»)
- «It's refreshing.. Catch it.» (переклад: «Это освежает.. Лови.»)
- «It's rocking..!!» (переклад: «Качает..!!»)
- «Set to refresh you…. Rock it.»
- «Set to recharge you. Enjoy it.»

## Цікаві факти
- Адам Дж. Севані («Лось») та Елісон Стоунер (Камілла) раніше багаторазово знімалися разом — в рекламах JC Penney, музичних кліпах виконавиці Missy Elliott, серіалі «Всі тіп-топ або життя Зака і Коді», а також в рімейку Адама на кліп Thriller для сайту YouTube.
- Елісон Стоунер також грала роль Камілли в першій частині.
- Надін «Hi Hat» Руффін — працював з Will Smith, P. Diddy, Kanye West, Mary J. Blige, Eve, Jay-Z та Missy Elliott.
- На одному хлопцеві під час танцю була надіта футболка з написом «Ведмедик 78»

## Музика
| 1. Roscoe Dash feat. T-Pain & Fabo — «My own step» (4:17) (Головна тема фільму; музика, яка звучить в титрах після виступу «хлопця на стільці») 2. Sophia Fresh feat. T-Pain — «This instant» (3:54) (Фінал Світового турніру: «Пірати» переодягаються в світлові костюми) 3. Trey Songz — «Already taken» (4:01) 4. Laza Morgan — «This girl» (3:09) (Люк і Наталі на вентиляційній решітці) 5. Chromeo — «Fancy footwork» (3:19) (Перша репетиція Лося і Наталі з «Піратами») 6. Джессі Маккартні — «Up» (2:43) (Люк і Наталі розминаються на даху) 7. Estelle feat. Kardinal Offishall — «Freak» (3:43) (Лось танцює проти «Сили Темряви» у парку) 8. N.A.S.A. feat. M.I.A., Spank Rock, Santigold & Zack Zinner — «Whachadoin?» (4:12) (Лось танцює проти «Сили Темряви» у парку, початок) 9. Busta Rhymes — «Tear da roof off» (3:38) (Битва «Red Hook», 1-й танець «Піратів») 10. Mims — «Move (If you wanna)» (3:09) (Битва «Red Hook». 1-й танець «Red Hook») 11. Get Cool — «Shawty got moves» (3:14) (Титри) 12. Wisin y Yandel — «Irresistible» (3:08) 13. Sophia Del Carmen feat. Pitbull — «No te quiero» (Remix) (3:12) 14. Flo Rida — «Club can't handle me» (3:52) (Репетиція «Піратів» разом з танцюристами з МШІ) - J. Randall — Spirit of the radio (2:59) | - T-Pain — «Take your shirt off» (Люк показує Лося клуб) - J Frank E feat. Dada Life & Tiesto — «Squeeze it» (Трейлер) - Jay-Z feat. Alicia Keys — «New York» (Лось з Люком їдуть на машині по Нью-Йорку) - Sean Paul — «Come & get it» - Electrixx — «Tetris» - Static Revenger feat. Richard Vission & Luciana — «I like that» (Люк знімає на камеру Наталі в клубі) - K'Naan — «ABC's» (Люк показує Лося бункер) - Major Lazer feat. Ms. Thing — «When you hear the bassline» (Сцена в туалеті) - B.o.B feat. Playboy Tre & T.I. — «Bet I bust» - Akira Kiteshi — «Pinball» (Битва «Red Hook», танець Робота) - Lady Gaga feat. Wale — «Chillin'» (Фінал Світового турніру: Представлення команд) - Tania Doko feat. Twin Atoms — «Joyride» (King Cutter remix) (Наталі розминається, сцена перед паркуром) - Savage feat. Soulja Boy — «Swing» (I-й раунд Світового турніру. Битва «Red Hook») - Jim Long — «Concerto for 2 violins, strings & continuo in D Minor» - Джазмін Салліван — Bust Your Windows (танець Люка і Наталі на прийомі) - Jessie J — «Who you are» («Пірати» опиняються на вулиці, Люк оголошує про розпуск команди) - Fred Astaire — «I won't dance v.5» (Танець Лося і Камілли на вулиці) - Joe Brooks — «Superman» - J. Cole — «Who dat» (Поява танцюристів МШІ) - Timbaland — «Ease off the liquor» (Фінал Світового турніру: 2-й танець «Піратів») - Get Cool feat. Petey Pablo — «Let me c it» (Фінал Світового турніру: 1-й танець «Самураїв») - The Roots — «Here I come» (Фінал Світового турніру: 2-й танець «Самураїв») - OutKast — «Ghettomusick» (Фінал Світового турніру: 3-й танець «Піратів») - Rye Rye feat. M.I.A. — «Bang» (Фінал Світового турніру: 3-й танець «Самураїв») - Ericka June — «Work the middle» (Фінал Світового турніру: Танець Люка і Наталі) - DJ Laz feat. Flo Rida, Casely & Pitbull — «Move shake drop» (Remix) (Фінал Світового турніру: Фінальний танець «Піратів» в світових костюмах) - David Rush — «Shooting star» (Party Rock mix) (Фінал Світового турніру: Кінцівка танцю «Піратів» в світових костюмах) - T.I. feat. Кері Хілсон — «Got your back»(Люк читає лист Наталі) - Blue October feat. Imogen Heap — «Congratulations» (Лось просить другу спеціальність) - Scott Mallone — «What we are made of» - Common feat. Lily Allen — «Drivin’ me wild» (Титри, «хлопець на стільці») - Zion I feat. the Grouch — «One» (Фінал Світового турніру: 1-й вихід «Піратів») - Madcon — «Beggin'» (II-й раунд Світового турніру. Битва «GWAI». Танець на воді) - Джазмін Салліван — «Bust your windows» (Танго) |

## Студії
- Виробництво: Offspring Entertainment, Summit Entertainment та Touchstone Pictures
- Спецефекти: CEG Media та Hirota Paint Industries (HPI)
- Студія дубляжу: Tretyakoff production
- Прокат: Геміні (Україна) та Buena Vista (США)